# Social Suicide
Social Suicide est un film britannique réalisé par Bruce Webb, sorti en 2015.

## Distribution
- India Eisley : Julia Coulson
- Olivia Hussey : Mrs Coulson, la mère de Julia
- Leonard Whiting : Mr Coulson
- Neve McIntosh : l’inspecteur Dalton
- Aymen Hamdouchi : Hughie
- Richard Cordery : Laurence Emerson
- Shaquille Ali-Yebuah : Marc
- Georgia Lock : Rozi

## Production
Dans ce film, Olivia Hussey (qui interprète le rôle de Mme Coulson) retrouve, quarante-sept après, son partenaire du Roméo et Juliette de Franco Zeffirelli : Leonard Whiting, lequel joue ici le rôle de son mari, M. Coulson.
Par ailleurs, l’interprète de Julia Coulson, India Eisley, est la propre fille d’Olivia Hussey, qui joue le rôle de sa mère dans le film.